# Hybomitra lushuiensis
Hybomitra lushuiensis är en tvåvingeart som beskrevs av Wang 1988. Hybomitra lushuiensis ingår i släktet Hybomitra och familjen bromsar. Inga underarter finns listade i Catalogue of Life.